# Allerheiligenstriezel

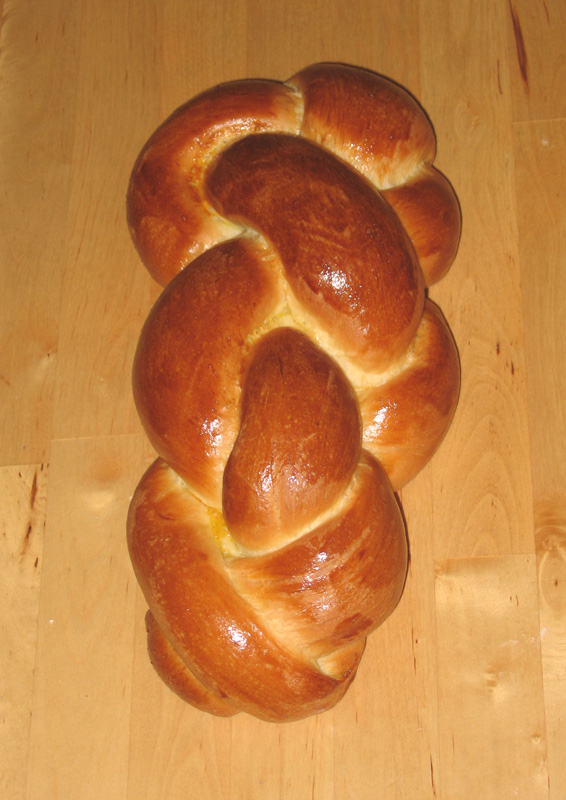
Zopf / Striezel

Der Allerheiligenstriezel (regional auch Heiligenstriezel, Heiligenstritzel, Strietzel, Allerseelenzopf, Seelenspitz, Seelenbrot, Seelenwecken, Allerheiligenstuck oder Allerseelenbreze) ist ein in Zopfform geflochtenes Hefegebäck. Wie andere Striezel und Zöpfe auch besteht er aus Mehl, Eiern, Backhefe, Fett, Rosinen, etwas Milch und Salz sowie Körndl-/Hagelzucker oder Mohn zum Bestreuen und wird je nach örtlichem Brauch mit Rum oder Zitronensaft hergestellt.

## Brauchtum
Von Österreich bis Bayern und Ungarn schenken die Tauf- bzw. Firmpaten ihren Patenkindern zum Fest Allerheiligen einen Allerheiligenstriezel. Für die Paten- und Firmkinder, die in unbegüterten Verhältnissen auf dem Land aufwuchsen, bedeutete das Geschenk früher einen „Ausgleich zu den üblichen Tagen des Darbens und Sparens“.
Im Burgenland spielte der Heiligenstriezel einst als Liebesgabe eine Rolle: Die Burschen kauften ihn am Vorabend von Allerheiligen in den Geschäften, um ihn am nächsten Tag als „Verehrerstriezel“ ihren Mädchen zu bringen.

## Geschichte
Der Brauch hat seine Wurzeln in antiken Trauerkulten, als man sich die geflochtenen Haare abschnitt, um seine Trauer auszudrücken.
Frühe neuzeitliche Erwähnungen gibt es etwa 1688, als Ignaz Ritter, Pfarrer von Saxen in Oberösterreich, in seinem Nachrichtenbuch über Brauchtum und Gepflogenheiten im Jahreslauf den Heiligenstritzel erwähnte.
Jahrhundertelang war es auch üblich, die Armen zu Allerheiligen mit Brot zu beschenken, wobei die Bedürftigen nicht nur Striezel, sondern in manchen Regionen auch Brotlaibe, Wecken oder Krapfen bekamen. Peter Rosegger schildert, wie der Brauch im 19. Jahrhundert in der Steiermark abgelaufen ist.
Christian Schölnast ging in seinem 1971 erschienenen Roman Stärker als alle Waffen auf die Herstellung der Allerheiligenstriezel ein.

## Trivia
Insbesondere in Linz war das Gelingen des Backwerks mit dem Aberglauben verbunden, dieses bedeute Glück und Erfolg für das bevorstehende Jahr. Ging der Teig nicht auf, befürchtete man großes Unglück oder gar den eigenen Tod.
Um ledige Frauen wegen ihrer Ehelosigkeit zu verspotten, wurden diese von jungen Männern mit Striezeln aus Stroh bedacht.
In vielen Orten des Weinviertels wird beim „Striezelpaschen“ oder seltener beim „Striezelschnapsen“ an den Tischen im Dorfwirtshaus um die Striezel gewürfelt bzw. Karten gespielt.